# Ангтхонг (национальный парк)
Ангтхонг — национальный морской парк, расположенный в провинции Сураттани в Таиланде в Сиамском заливе Южно-Китайского моря. Парк состоит из 42 островов общей площадью около 84 км². Площадь акватории — 102 км². Климат парка находится под влиянием муссонов, приносящих с собой сильные дожди. Более 2000 миллиметров осадков выпадают за год, при средней температуре + 23 °C.

## Основные острова
- Пха́луай — Phaluai (พะลวย)
- Ву́а-Чиу — Wua Chio (วัวจิ๋ว)
- Ву́а-Талап — Wua Talap (วัวตาหลับ)
- Мэ-Ко — Mae Ko (แม่เกาะ)
- Самса́у — Samsao (สามเส้า)
- Пха́й-Лу́ак — Phai Luak (ไผ่ลวก)
- Кха — Kha (คา)
- Хинда́п — Hindap (หินดับ)
- Пхи — Phi (ผี)
- Ву́а-Кантанг — Wua Kantang (วัวกันตัง)
- Пэ́йат — Pae Yat (แปยัด)
- Ву́а-Те — Wua Te (วัวเตะ)
- На́йпхут — Naiphut (นายพุด)
- Чангсо́м — Changsom (ช้างโทรม)
- Ханума́н — Hanuman (หนุมาน)
- Тхайпхла́у — Thaiphlao (ท้ายเพลา)
- Хуакхло́нг — Huaklong (หัวกล้อง)
- Кхонбан — Khon Ban (โคนบาน)

## Галерея